# Sandhø
Sandhø är en kulle i Antarktis. Den ligger i Östantarktis. Norge gör anspråk på området. Toppen på Sandhø är 2 664 meter över havet.
Terrängen runt Sandhø är varierad. Trakten är obefolkad. Det finns inga samhällen i närheten. 